# Hydrillodes lentalis
Hydrillodes lentalis là một loài bướm đêm trong họ Noctuidae.